# Frankfurt-Riederwald
Riederwald is een stadsdeel van de Duitse stad Frankfurt am Main. Het stadsdeel ligt in het oosten van Frankfurt. Riederwald is met ongeveer 5.000 inwoners een van de kleinste stadsdelen van Frankfurt. 
Riederwald werd in 1910 gebouwd als bedrijfsdorp, gelijk met de bouw van de oosthaven. Vrijwel alle straatnamen zijn naar economen genoemd.

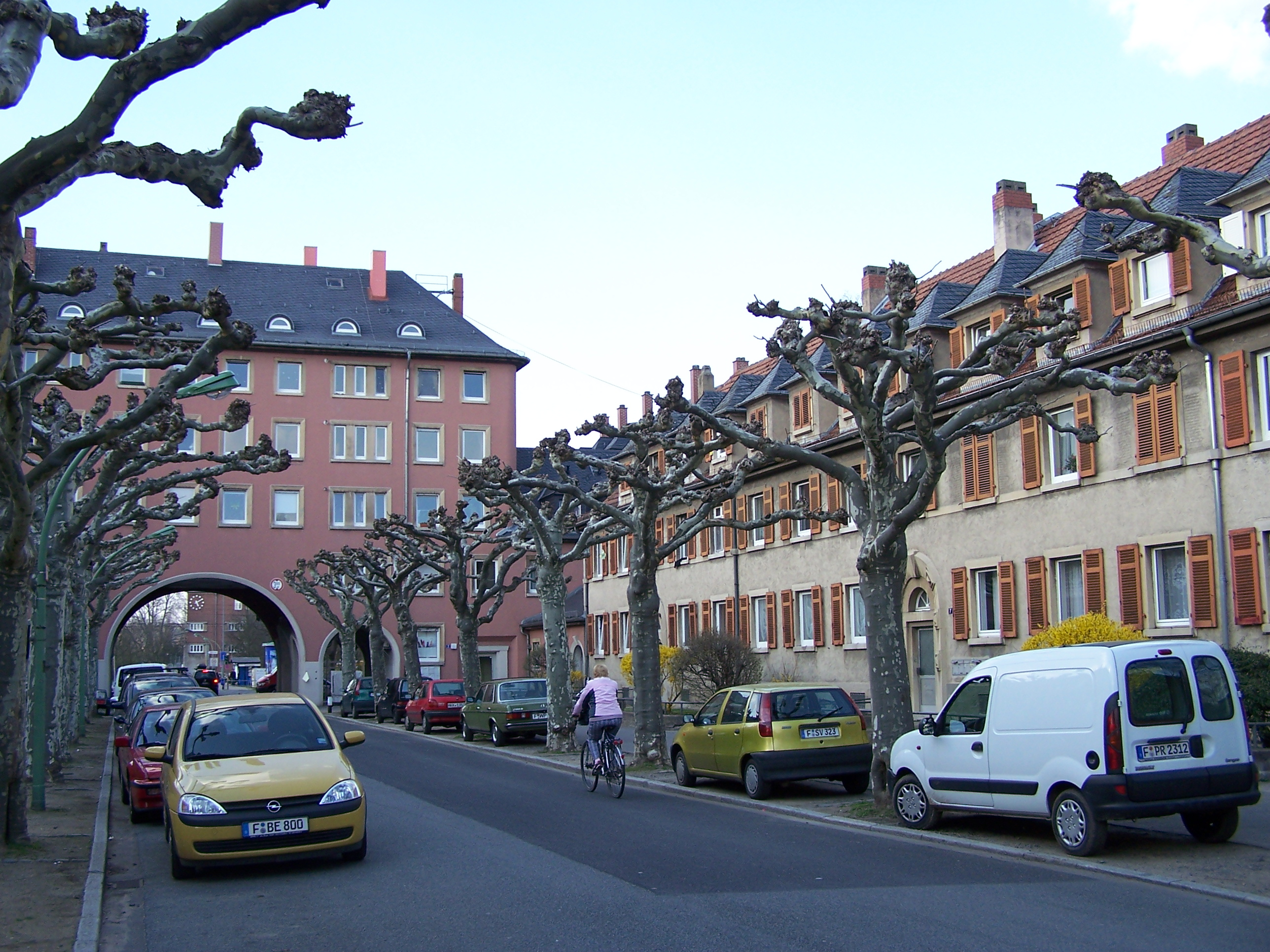
De Schäfflestraße in Riederwald

Altstadt · Bahnhofsviertel · Bergen-Enkheim · Berkersheim · Bockenheim · Bonames · Bornheim · Dornbusch · Eckenheim · Eschersheim · Fechenheim · Flughafen · Frankfurter Berg · Gallus · Ginnheim · Griesheim · Gutleutviertel · Harheim · Hausen · Heddernheim · Höchst · Innenstadt · Kalbach-Riedberg · Nied · Nieder-Erlenbach · Nieder-Eschbach · Niederrad ·  Niederursel · Nordend · Oberrad · Ostend · Praunheim · Preungesheim · Riederwald · Rödelheim · Sachsenhausen · Schwanheim · Seckbach · Sindlingen · Sossenheim · Unterliederbach · Westend · Zeilsheim